# Phacellocerina
Phacellocerina is een kevergeslacht uit de familie van de boktorren (Cerambycidae). De wetenschappelijke naam van het geslacht werd voor het eerst geldig gepubliceerd in 1964 door Lane.

## Soorten
Phacellocerina omvat de volgende soorten:
- Phacellocerina limosa (Bates, 1862)
- Phacellocerina seclusa Lane, 1964
- Phacellocerina silvanae Júlio, 2003